# Архиепархия Манагуа

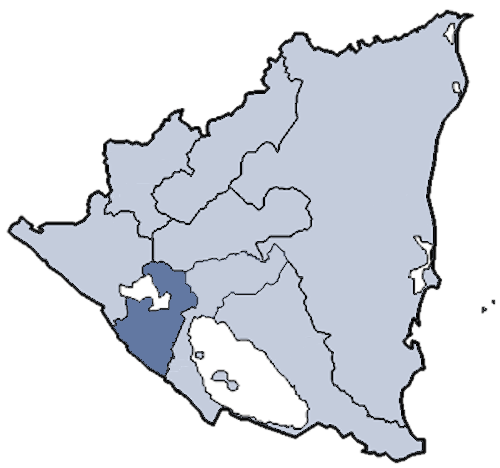
Карта архиепархии Манагуа

Архиепархия Манагуа (лат. Archidioecesis Managuensis) — архиепархия Римско-Католической церкви с центром в городе Манагуа, Никарагуа. Архиепархия Манагуа распространяет свою юрисдикцию на департаменты Карасо, Манагуа и Масая. В митрополию Манагуа входят епархии Гранады, Леона, Матагальпы, Хинотеги, Хуигальпы, Эстели, апостольский викариат Блуфилдса. Кафедральным собором архиепархии Манагуа является церковь Непорочного Зачатия Пресвятой Девы Марии. В Манагуа также находится собор святого Иакова.

## История
2 декабря 1913 года Римский папа Пий X выпустил буллу Quum iuxta apostolicum effatum, которой учредил архиепархию Манагуа, выделив её из епархии Леона.
19 декабря 1924 года архиепархия Манагуа передала часть своей территории для возведения новой епархии Матагальпы.
31 октября 1953 года Римский папа Пий XII издал буллу Est Collegium, которой назначил новую кафедру в церкви Непорочного Зачатия Пресвятой Девы Марии в Манагуа.

## Ординарии архиепархии
- архиепископ Хосе Антонио Лескано-и-Ортега[исп.] (10.12.1913 — 6.01.1952);
- архиепископ Висенте Алехандро Гонсалес-и-Роблето (6.01.1952 — 17.06.1968);
- кардинал Мигель Обандо Браво (16.02.1970 — 1.04.2005);
- кардинал Леопольдо Хосе Бренес Солорсано (1.04.2005 — по настоящее время).

## Источник
- Annuario Pontificio, Libreria Editrice Vaticana, Città del Vaticano, 2003, ISBN 88-209-7422-3
- Булла Est Collegium Архивная копия от 3 сентября 2013 на Wayback Machine, AAS 46 (1954), стр. 197  (лат.)